# Prunoy
Prunoy és un municipi francès, situat al departament del Yonne i a la regió de Borgonya - Franc Comtat. L'any 2007 tenia 305 habitants.

## Demografia

### Població
El 2007 la població de fet de Prunoy era de 305 persones. Hi havia 116 famílies, de les quals 36 eren unipersonals (24 homes vivint sols i 12 dones vivint soles), 56 parelles sense fills, 20 parelles amb fills i 4 famílies monoparentals amb fills.
La població ha evolucionat segons el següent gràfic:
Habitants censats

### Habitatges
El 2007 hi havia 220 habitatges, 134 eren l'habitatge principal de la família, 62 eren segones residències i 24 estaven desocupats. 213 eren cases i 6 eren apartaments. Dels 134 habitatges principals, 90 estaven ocupats pels seus propietaris, 40 estaven llogats i ocupats pels llogaters i 4 estaven cedits a títol gratuït; 1 tenia una cambra, 11 en tenien dues, 31 en tenien tres, 44 en tenien quatre i 46 en tenien cinc o més. 93 habitatges disposaven pel capbaix d'una plaça de pàrquing. A 65 habitatges hi havia un automòbil i a 55 n'hi havia dos o més.

### Piràmide de població
La piràmide de població per edats i sexe el 2009 era:
| Homes | Edats   | Dones |
| ----- | ------- | ----- |
| 0     | 95 o +  | 0     |
| 0     | 90 a 94 | 0     |
| 0     | 85 a 89 | 4     |
| 8     | 80 a 84 | 0     |
| 0     | 75 a 79 | 0     |
| 20    | 70 a 74 | 8     |
| 8     | 65 a 69 | 12    |
| 0     | 60 a 64 | 4     |
| 4     | 55 a 59 | 8     |
| 16    | 50 a 54 | 8     |
| 12    | 45 a 49 | 12    |
| 4     | 40 a 44 | 8     |
| 0     | 35 a 39 | 4     |
| 20    | 30 a 34 | 16    |
| 8     | 25 a 29 | 4     |
| 8     | 20 a 24 | 16    |
| 0     | 15 a 19 | 8     |
| 8     | 10 a 14 | 4     |
| 4     | 5 a 9   | 4     |
| 0     | 0 a 4   | 16    |

## Economia
El 2007 la població en edat de treballar era de 189 persones, 121 eren actives i 68 eren inactives. De les 121 persones actives 104 estaven ocupades (60 homes i 44 dones) i 17 estaven aturades (5 homes i 12 dones). De les 68 persones inactives 31 estaven jubilades, 12 estaven estudiant i 25 estaven classificades com a «altres inactius».

### Ingressos
El 2009 a Prunoy hi havia 131 unitats fiscals que integraven 310 persones, la mediana anual d'ingressos fiscals per persona era de 14.488,5 €.

### Activitats econòmiques
Dels 9 establiments que hi havia el 2007, 1 era d'una empresa extractiva, 1 d'una empresa de fabricació d'altres productes industrials, 3 d'empreses de construcció, 2 d'empreses de comerç i reparació d'automòbils, 1 d'una empresa de transport i 1 d'una empresa classificada com a «altres activitats de serveis».
Dels 2 establiments de servei als particulars que hi havia el 2009, 1 era una fusteria i 1 electricista.
L'any 2000 a Prunoy hi havia 13 explotacions agrícoles que ocupaven un total de 864 hectàrees.

## Poblacions més properes
El següent diagrama mostra les poblacions més properes.